# Junto a un extraño
The Stranger Beside Me (en español Junto a un extraño) es una película de 1995 para la televisión protagonizada por Tiffani Amber Thiessen, como una joven recién casada que sospecha que su encantador marido (Eric Close) no es tan encantador e inocente como parece, y dirigida por Sandor Stern. Aunque esta película comparte título con un libro sobre Ted Bundy, no está basada en el mismo ni inspirada por el asesino en serie.

## Trama
Jennifer Morgan (Tiffani Amber Thiessen) es una joven pintora que se ha aislado a sí misma de la sociedad desde que fue violada hace dos años. En una fiesta familiar se encuentra con Chris Gallagher (Eric Close), que se enamora de ella. Ella se niega a tener alguna relación con él, pero Chris la convence de casarse con él, con lo que espera dejar de lado su pasado trágico. Poco después de la ceremonia, la prima de 17 años de Chris, Dana (Alyson Hannigan), le advierte a Jennifer que ella no será feliz con él, pero Jennifer no ve ningún mal en ello. Debido a que Chris se ha unido recientemente a la Marina de Guerra, Jennifer acepta trasladarse con él a la costa, donde se hace amiga de Nancy Halloran (Lorrie Morgan).
Poco después, Gina Corbet (Suzanne Turner), una vecina, se convierte en la víctima de un tipo que la estaba espiando y luego es violada por un hombre enmascarado. La mayoría de las mujeres abandonan el barrio por el pánico, pero Chris rechaza el peligro y convence a Jennifer de que están exagerando. Mientras tanto, el lado oscuro de Chris está empezando a emerger y se vuelve más violento y posesivo. Jennifer se entera de que Chris ha sido liberado de su obligación de marinero por su amenaza de suicidarse si él tuviera que ir al mar. Cuando ella le dice acerca de esto, él responde agresivamente, acusándola de ser un espía. Esa misma noche, es arrestado por voyeurismo. Chris se declara culpable de los cargos, y accede a una disposición de la Marina.
Jennifer queda devastada por esta noticia, teniendo en cuenta que se ha enterado recientemente que está embarazada. De todos modos, ella le da otra oportunidad, y al mudarse de vuelta a su hogar anterior, las cosas toman un mejor giro. Sin embargo, después de un tiempo, el mal temperamento de Chris regresa y las mujeres del barrio vuelven a ser torturadas por un violador enmascarado. Tras el nacimiento de su hija, Dana le dice a Jennifer que ella fue abusada sexualmente por Chris cuando era niña. Jennifer comienza a sospechar su participación en la cadena de violaciones. Después de hablar con un detective de California, quien le dice que él tenía todas las pruebas, pero no pudo hacer nada porque Chris estaba bajo la protección de un amigo del fiscal del distrito (Steven Eckholdt), Jennifer decide que es hora de dejar a su marido.
Chris, sin embargo, no está dispuesto a dejarla ir, y recurre a la violencia doméstica. Jennifer es rescatada por dos agentes de policía, y luego presiona los cargos contra su marido. Ella regresa sólo unos pocos días más tarde cuando Chris la convence de que él no será condenado y amenaza con hacerle daño a ella y su bebé si ella se escapa. Haciéndose pasar por su amante esposa, trata de reunir pruebas contra él. Ella encuentra sus armas en su carro, pero en el momento en que llegó la policía, han desaparecido. Después de este suceso, las amenazas de Chris aumentan.
Una noche, ella lo sigue cuando de repente el sale tarde en la noche. Lo sorprende poniéndose su ropa de violador y avisa a la policía. Chris intenta escapar, pero es finalmente detenido. En los títulos de epílogo, se revela que Chris se declaró culpable de cuatro cargos de abuso sexual agravado y un cargo de intento de abuso sexual. Fue condenado a una pena de 99 años.

## Elenco
- Tiffani Amber Thiessen como Jennifer Gallagher.
- Eric Close como Chris Gallagher.
- Steven Eckholdt como el detective Bill Rounder.
- Gerald McRaney como Dave Morgan.
- Alyson Hannigan como Dana.
- Casey Sanders como el agente Kurtz.
- Lorrie Morgan como Nancy Halloran.
- Patrick Labyorteaux como el oficial de policía Lane.